# Z Orionis
Z Orionis är en blåvit förmörkelsevariabel av Algol-typ (EA/DS)i stjärnbilden Orion. 
Z Orionis varierar mellan fotografisk magnitud +9,8 och 10,7 med en period av 5,203265 dygn.